# Mirko Filipović
Mirko "Cro Cop" Filipović (Vinkovci, 10. september 1974.[1]), hrvaški boksar, kickboksar, K-1 borec, borec v mešanih borilnih veščinah, bivši politik in specijalec protiteroristične skupine (ATJ). Visok je 188 cm in težak 103 kg. Trenutno ima Mirko 31 zmag (22 knockoutov, 5 predaj, 3 sodniške odločitve), 11 porazov (5 knockoutov, 3 predaje, 3 sodniške odločitve), 2 neodločeni borbi in 1 NC (no contest). Leta 2006 je osvojil Prideov Grand Prix, leta 2007 je podpisal pogodbo za UFC. Leta 2013 je uresničil otroške sanje pred svojimi navijači v zagrebški Areni z osvojitvijo K1 World Grand Prix-a. S tem dosežkom je postal drugi človek, ki ima istočasno naslov K-1 in MMA-u. Leta 2014 je osvojil pas IGF prvaka z zmago nad bivšim olimpijskem zmagovalcem v judu. Njegov zaščitni znak je bil in ostal njegov levi high kick katerega je opisal: desna noga bolnica, leva grob". Označuje se ga za legendo MMA-a ob boku Fedora Emelianenka in Antônia Rodrigo Nogueira. Po 14. aprilu je bil uvrščen kot 15. težkaš UFC-a.
Mirko Filipović se je rodil 10. septembra 1974 v Vinkovcih. Osnovno šolo je končal leta 1989 v Privlaki (Vukovarsko-Sremska občina) in se vpisal v gimnazijo v Vinkovcih. V času domovinske vojne je tretji letnik končal v Varaždinu, četrti pa na matični gimnaziji v Vinkovcih. Tam je leta 1993 tudi maturiral z zelo dobrim uspehom. Po končani gimnaziji je odšel v Zagreb kjer se je vpisal na Policijsko akademijo. V tem času je treniral razne borilne veščine in sodeloval v borilnih natečajih na Hrvaškem. Po končani akademiji je postal član proti-teroristične skupnosti Lučko (ATJ Lučko). V svetu borilnih veščin je znan kod CRO COP. Bil je nagrajen s posamezno nagrado za izjemne mednarodne športne uspehe s katerimi je propagiral Republiko Hrvaško ter Ministrstvo notranjih zadev Hrvaške. Svojo pripadnost posebni enoti policije MUP-a, je izražal tako, da je  tako na tekmah, kot tudi na tiskovnih konferencah, bil oblečen v uniformo hrvaške policije. Sicer se je vse več posvečal športu kjer je dosegal vse boljše rezultate. V začetku leta 2000 je s sporazumnim dogovorom zapustil ministrstvo za notranje zadeve Hrvaške, ter vstopil  med profesionalne borce ultimate fight-a ter nadaljeval svojo uspešno kariero. Malo manj je znano, da je Mirko v svojem kratkem bivanju v Varaždinu treniral karate pri trenerju Goranu Cerovečkem, nato pa hitro prešel v boks. Nekaterim tudi ni znano, da se je Mirko prvotno uspešno boril v amaterskem boksu. Imel je izvrstno razmerje med zmagami in porazi (razen borbe z Jasminom Sejdinovićem). Od borb v amaterskem boksu mu je ostala izvrstna boksarska tehnika s katero je kasneje odstopal od ostalih borcev v kick-boksu in K-1 in na koncu v mešanih borilnih veščinah. Leta 1997 je z Hrvaško reprezentanco sodeloval na svetovnem prvenstvu v amaterskem boksu  v super težki kategoriji, ki se je odvijalo v Budimpešti in kjer je v končnici izgubil od Rusa Alekseja Lezina (branilca svetovnega naslova iz leta 1995). Pri 21 letnih je Mirko Filipović nastopil na K-1 Grand Prix turnirju. kjer je v prvi borbi zmagal proti lanskoletnemu finalistu Jerome Le Banneri, v drugi borbi pa je bil porazen od znanega Ernesta Hoosta. Ponovno je v ring stopil po treh letih in takrat porazil Britanca Rickya "tank" Nicholsona, potem pa izgubil od Švicarja Xhavit Bajramia. Takoj za tem je dobil povabilo za mednarodni turnir v K-1 na katerem je presenetil ves svet in porazil Mike Bernarda, to je bila do takrat njegova najboljša borba v K-1. Po Bernardu je Mirko porazil še japonsko zvezdo Musashija ter avstralskega karate borca Sama Greca nato pa istega večera izgubil od Ernesta Hoosta. Eden od vzrokov poraza je bilo zlomljeno rebro, ki ga je pridelal v eni od prejšnjih borb. Po porazu z Ernestom je nadaljeval z zmagami na K-1 turnirjih. Premagoval je odlične borce kod so Peter Aerts, Mark Hunt in Remy Bonjasky. Postal je prvi borec v K-1 ki je s knockoutom (86 sekund borbe) premagal ogromnega Bob Sappa imenovanega "Zverina". Leta 2000 je premagal karate borca Glaube Feitosa in bokserja Hiromi Amada in se uvrstil v finale Nagoya Grand Prix turnirja. V finalu je naletel na Mika Bernardo in kljub poškodbi borbo sprejel ter odšepal v ring. Zaradi te poteze je postal priljubljen na Japonskem. Kot finalist se je leta 2000 neposredno uvrstil na Grand Prix turnir najboljših 8 na svetu in zopet izgubil od Hoosta. Leta 2001 je presenetljivo izgubil s knockoutom v prvi rundi od Kanadčana Michaela McDonalda,  od takrat pnaprej pa je nizal sijajne zmage nad Markom Huntom, Remyem Bonjaskym in Bob Sappom (knockout v prvi rundi) - vse borbe so bile po pravilih K-1. Kasneje je podpisal za organizacijo MMA, saj je bil nezadovoljen s plačilom, ki ga je prijemal kot K-1 borec. Leto dni kasneje je prenehal z delom policista v Alphi, da bi se lažje pripravil na MMA turnirje. V svoji prvi MMA borbi je premagal Kazujutiya Fujitu. Mirko se na Inoki Bom-Ba-Ye leta 2001 boril s Yujiom Nagatom katerega je s svojim high kickom knockoutiral po samo 18 sekundah borbe. 28. avgusta se je boril z japonskim super zvezdnikom Kazishikiom Sakurabom - tudi tega je Mirko premagal s knockoutom. Naslednja borba je bila povratna borba Kazujutyom Fujitom na Inoki Bom-Ba-Ye 2002 kjer je Mirko zmagal po odločitvi sodnika.